# Dieter Speer
Dieter Speer (n. 24 februarie 1942, Legnica, Reich-ul German) este un biatlonist ce a reprezentat Republica Democrată Germană, medaliat olimpic. A participat la 2 ediții ale Jocurilor Olimpice (1968, 1972) în care a câștigat o medalie de bronz.